# Îles Caïques

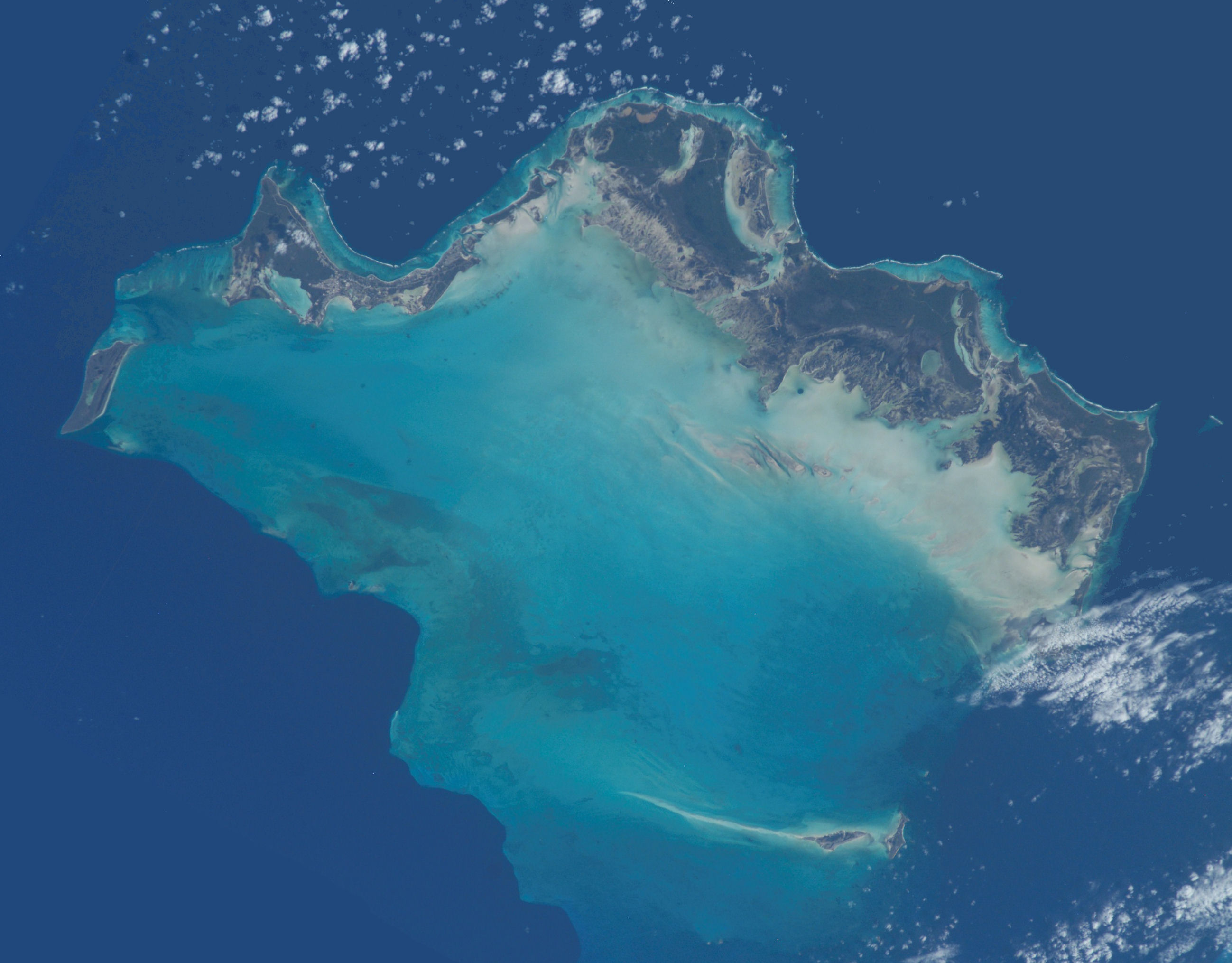
Les îles Caïques, prise de la Station spatiale internationale

Les îles Caïques ou îles Caïcos sont l'un des deux archipels du territoire britannique d'outre-mer des Îles Turques-et-Caïques avec les îles Turques.
Elles sont séparées de ces dernières par le Turks Island Passage, un chenal de 45 km de long et profond de plus de 2 000 mètres.